# Fujioka, Gunma
Fujioka (japanska: 藤岡市 ?, Fujioka-shi) är en stad i Gunma prefektur i Japan. Staden fick stadsrättigheter 1954.